# Teológia

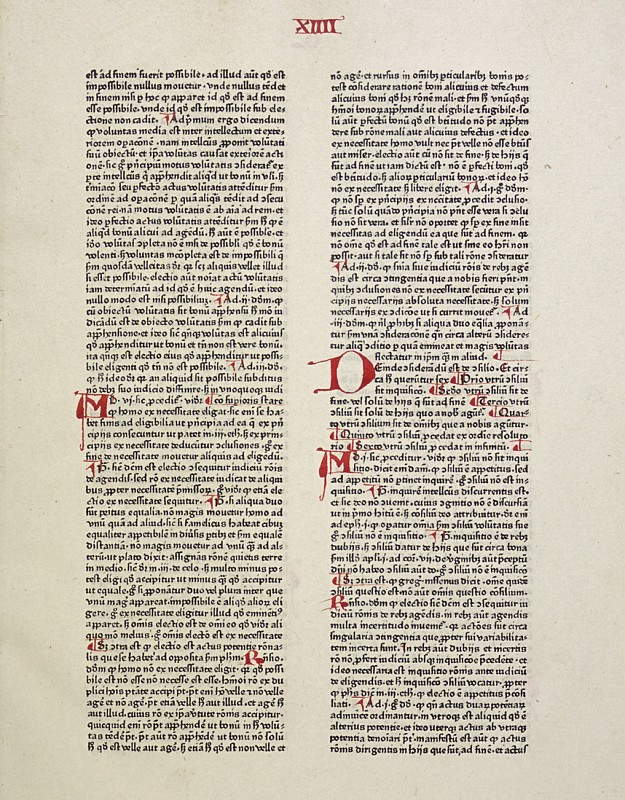
Részlet egy középkori nagy hittudományi munkájából, Aquinói Szent Tamás Summa Theologiae-jából

A teológia (magyarosan  hittudomány) valamely vallás tudományos igénnyel fellépő, logikai formába öltöztetett tanrendszere. A vallások kinyilatkoztatáson alapuló saját tanításának rendszeres és a teljes hitrendszert felölelő vizsgálata.
A görög és római írók teológiának nevezték az istenekről szóló tanításokat és az istenek kultuszával összefüggő előírásokat. A keresztény szóhasználatban teológiának elsősorban azoknak a tételeknek az összességét nevezik, amelyekben a hívőknek hinniük kell.
A teológus módszerei a logika és a filozófia gondolkodási szabályai.

## Etimológia
Ógörög eredetű, összetett szó (θεολογια, theologia): a theosz, (=Isten) és logosz (=tan, tudomány, beszéd) szavakból.

## Története

### Ókori görög világ
A fogalom a hellenista-görög kultúrkörből származik. A görög gondolkodásban a θεολογία szót „az istenek tanításaként” értették.
θεολόγοι („teológusok”); így nevezték a görögök az ókori görög költőket, akik legendákat írtak le az istenekről: Orpheusz, Hésziodosz, Homérosz. Később az ókori mítoszok értelmezőit, például a szíroszi Ferekidészt és a krétai Epimenidészt is teológusoknak kezdték nevezni. 
Platón szóhasználatában a theolousz „az istenekről szóló mítoszokhoz értő ember”. Tehát a teológia nem más, mint az istenekről szóló legendák összefoglalása. 
Arisztotelész a teológiát az „első filozófiának” tekinti. A metafizika körébe sorolja.
A sztoikusoknál a panteizmussal és a kozmosz egyidejű fizikaiságában és isteniségében való hittel a teológia feloldódik a fizikában és a kozmológiában.
A sztoikusok voltak azok, akik kidolgozták a filozófiai teológia és a politikai teológia közötti különbséget.

### Kereszténység
A keresztény kultúrkörben először a 2. század apologetikus irodalmában bukkan fel. Csak később válik a keresztény gondolkodás fogalmának megjelölésévé.
Az ókorban az alexandriai és az antiochiai iskola képviselt két jellegzetesen eltérő teológiai irányt, amely platonista-arisztotelészi kettősségnek felelt meg. A teológia egész további történetében megmaradt ez a két teológiai vonulat.
A 4. században a teológiát a Fiúnak és Szentléleknek az Atyához fűződő viszonya foglalkoztatta. Az 5. század fő kérdése Krisztus isteni és emberi természetének kapcsolata volt, majd Mária, mint istenanya került középpontba (nesztoriánus vita). A vitás kérdéseket egyetemes zsinatok döntötték el.
A 7–8. században a teológiai gondolkodásban a képromboló vita jelentett újabb állomást. A 9. századtól kezdve a teológia inkább dogmatikus és apológiai karaktert vett fel, a latinokkal és az iszlámmal szemben.
A középkorban a nagy teológiai iskolák (ágostonosok, domonkosok, ferencesek) az egyetemekhez kapcsolódtak (Bologna, Köln, Nápoly, Cambridge, Oxford, Párizs) vagy a nagy mesterekhez (Szt. Bonaventura, Nagy Szt. Albert, William Ockham). A nagy teológiai összefoglalások (summák) a középkorban keletkeztek. A legjelentősebb összefoglalás Aquinói Szt. Tamás Summa Theologicá-ja.
A 13. században a teológia formálódását nagyban meghatározták Arisztotelész újra lefordított írásai. Ez egyúttal a Szt Ágoston uralta keresztény (Platónt követő) teológia újraértékelését is jelentette. Arisztotelészen kívül számos nem keresztény szerző gondolatát is felhasználták a teológiai fejtegetésekben (Avicenna, Averroës, Maimonidész). Két évszázadnyi teológiai vitában hol Szt. Ágoston, hol Arisztotelész hatása érvényesült az egyetemi körökben. Gyakran az is vita tárgya volt, hogy a teológia tudomány-e, vagy egyszerűen a hit igazságairól szól.
A 14. századtól kezdve a teológiai gondolkodás túllépett az egyetemeken, és (pl. Eckhart mesternél) az örök igazság szemlélésének formájaként jelent meg.
A 16. századi reformátorok a teológiai vitákban a görög filozófiát akadálynak tekintették a szentírási üzenet megértésében. 
Luther Márton a "kereszt teológiá"ját (theologia crucis) a "dicsőség teológiá"jával (theologia gloriae) állította szembe, melyet a skolasztikusok hirdettek.
A barokk korban (16–17. sz.) a molinista és a tomista felfogás ütközött egymással a kegyelemtan terén.
A felvilágosodás korában a racionalitás hódít tért, s ez kihatott a teológiai oktatásra is.
A 19–20. században megújult a katolikus teológia. A teológiai iskolák különböző intézményekhez (Tübingeni Egyetem, Chicagói Egyetem, Gregoriana Pápai Egyetem, Leuweni Egyetem) és jelentős teológusokhoz (P. Tillich, Karl Barth, Karl Rahner, B. Lonergan, Hans Urs von Balthasar) kötődtek.

## Paradigmák, módszerek szerint
- Amennyiben a teológia tanait a fogalmi gondolkodás logikai rendje szerint bölcseleti eszközökkel adja elő, akkor spekulatív,
- ha az adott vallás szent irataira és az egyház történeti hagyományára alapozva, akkor pozitív,
- ha pedig a belső hitélményt rendszerezve, akkor misztikus teológiáról beszélünk.

## A keresztény teológia
A kereszténység teológiái:
- a hit forrásainak (biblikus teológia (wd) és történelmi teológia (wd))
- a hit gyakorlásának (gyakorlati teológia (wd))
- tudományos megvitatásának, valamint a hit szisztematikus elemzésének és bemutatásának (szisztematikus vagy rendszeres teológia (wd), beleértve 
  - a fundamentális teológia, a dogmatika, ill. morál- vagy erkölcsteológia (wd) - etika) tekinthetők.

A keresztény teológia történeti fejlődésének jelentősebb állomásait a patrisztika és a skolasztika teológiája, valamint az újkori keresztény felekezetek teológiai irányzatainak sokasága jelenti.
A dialektikus teológia modern protestáns irányzat, melynek létrehozás a svájci Karl Barth  (1886-1968) nevéhez fűződik. Ő – ellentétben a neotomizmussal – a teológia alapjait és igazolását nem a filozófiában és a profán tudományokban kereste, hanem a kinyilatkoztatásra támaszkodott. A Biblia mint a kinyilatkoztatás fő forrása nem igényli a történetkritikai elemzéseket. A Biblia központi elemét, a "Krisztus-eseményt" kell kiemelni az egészből, s ennek alapján értelmezni a többi részt.
A radikális teológia újprotestáns irányzat, amely azt állítja, hogy Isten meghalt, ugyanakkor kereszténynek vallja magát. A képviselők nem egyértelműen fogalmazták meg Isten halálát. Thomas J. J. Altizer szerint a történelmi keresztény egyház istene halott. De ez a halál egy dialektikus folyamat egyik fázisa, amelyet új istenmegjelenés fog követni. William Hamilton szerint isten halála azt jelenti, hogy a modern embernek nincs szüksége többé istenre. A radikális teológia miközben valamilyen módon tagadja Isten létét, megtartja a vallás középpontjában Jézus Krisztust, akinek példájára a keresztény embernek be kell kapcsolódnia a szekularizált világ építésébe.
A felszabadítás teológiájának hívei Jézust nem csupán megváltóként, hanem evilági szabadítóként mutatják be. Hirdetői azt mondják, hogy a szegénység nem Isten akaratából van, hanem nagyon is kézzelfogható gazdasági, társadalmi és politikai okokra vezethető vissza, amelyet meg lehet, és meg kell változtatni.
A II. vatikáni zsinattól kezdve a teológiák sokfélesége (pl. felszabadítás-, process-, feminista, egzisztencialista, politikai teológia stb.) széttöredezetté tette a kinyilatkoztatáson alapuló teológiai gondolkodást. Egységes látásmódra kevesen törekszenek, a természettudományokban végbement szakosodás a hittudomány területén is érvényre jutott (pl. külön biblikusok, liturgikusok, dogmatikusok, patrológusok). A különféle teológiai ágak együttműködésének színhelyei a társulatok és az intézetek.

### Ágai
- Dogmatikus (fundamentális, elméleti) vagy szisztematikus vagy rendszeres teológia (wd):
  - Triadológia — a Szentháromság tana
  - Angelológia — az angyalok
  - Antropológia — az ember
  - Hamartiológia — a bűn
  - Ponerológia — a gonosz eredete
  - Krisztológia — Jézus K. természete és személye
  - Szótériológia [5] – a megváltás tanának tanulmányozása
  - Egyháztan 
  - ikonológia 
  - Szakramentológia – a szentségek
  - Eszkatológia — a végső idők
- Apologetika — egy hit igazolása racionális eszközökkel
- Összehasonlító teológia  — az alaptanok összehasonlító elemzése más keresztény felekezetek nézeteivel.
- Pasztorális teológia:
  - liturgika – az istentisztelet elmélete és gyakorlata
  - Homiletika — az igehirdetési tevékenység elmélete és gyakorlata
  - katekizmus – a hit tanítása
  - kánon – az egyházjog elmélete
- morál- vagy erkölcsteológia (wd) – az egyház tanítása az ember erkölcsi tudatáról és erkölcsi viselkedéséről
- biblikus teológia (wd):
  - Egzegézis – bibliai szövegek kritikai magyarázata vagy értelmezése
  - Hermeneutika - elmélet és módszertan a vallási források értelmezésére
  - Izagógia - a bibliatudomány egy része, melynek témája a vallási szövegek történeti forrásai szerzői, kulturális, kronológiai és egyéb vonatkozásban.
- Történelmi teológia (wd):
  - Egyháztörténet - az egyház története, a Biblia története és értelmezései stb.
  - bibliai történelem (Ószövetség és Újszövetség)
  - az ókori egyház története
  - a helyi egyházak története

## Más vallásokban
Bár az összehasonlító vallástudomány keretein belül a vallásokat és azok tartalmát tudományosan tanulmányozzák, és olyan kurzusokat is kínálnak, mint a judaisztika és az iszlámtudomány, a perspektíva és a módszertan itt egyértelműen eltér a teológiai megközelítéstől, és nincs felekezeti megközelítés. 

### Iszlám
Az egyetemeken működő iszlám kutatóintézetek és szemináriumok az iszlám történetével és gyakorlatával külső kutatási szempontból foglalkoznak.
Az iszlámban a 10. századra alakult ki a hellenisztikus hagyományokból megismert dialektika eszköztárának felhasználásával a klasszikus teológia, amely kalám néven ismeretes, de a 11. századra az ezt bíráló misztikus teológia (szúfizmus) is megjelent.

### Judaizmus
A judaizmusban nincsenek általánosan kötelező érvényű dogmák és ezért nincs a valódi értelemben vett teológia.

## Magyar nyelvű szakirodalom

### Lexikonok
- Görföl Tibor – Kránitz Mihály: Teológusok lexikona, Osiris Kiadó, Budapest, 2002, ISBN 9633890837, 396 p

### Teológiatörténet
- Assmann, Jan: Uralom és üdvösség. Politikai teológia az ókori Egyiptomban, Izraelben és Európában (ford. Hidas Zoltán), Atlantisz Könyvkiadó, Budapest, 2008, ISBN 9789639777002
- Félegyházy József: A teológiai tudományok egyetemes és hazai története I. – A skolasztikus bölcselet (több kötet nem jelent meg), Budapest, 1942, 189 p
- Lafont, Ghislain: A katolikus egyház teológiatörténete (ford. Mártonffy Marcell), Atlantisz Könyvkiadó, Budapest, 1998, ISBN 9637978984
- G. Ulrich Leinsle: A skolasztikus teológia története, Osiris Kiadó, Budapest, 2007, ISBN 9789633899236
- Alister E. McGrath: Bevezetés a keresztény teológiába; ford. Zsengellér József, magyar kiadás szerk. Szabó István; Osiris, Budapest, 1995 (Osiris tankönyvek)

### Rendszeres teológiák

#### Régi művek
- Somosi János: Keresztyén hittudomány, Sárospatak, 1836
- Szeremlei Gábor:  Keresztyén vallástudomány, Sárospatak, 1859
- Tóth Ferenc: Keresztyén hittudomány, Győr, 1804
- A theologiai tudományok encyclopaediája és methodologiája, Pest, 1857.
- Katschthaler János: Katholikus ágazatos hittan I–VI. (ford. Kiss János), Budapest, 1899